# Symphytum kurdicum
Symphytum kurdicum är en strävbladig växtart som beskrevs av Pierre Edmond Boissier och Hausskn. Symphytum kurdicum ingår i släktet vallörter, och familjen strävbladiga växter. Inga underarter finns listade i Catalogue of Life.

## Bildgalleri

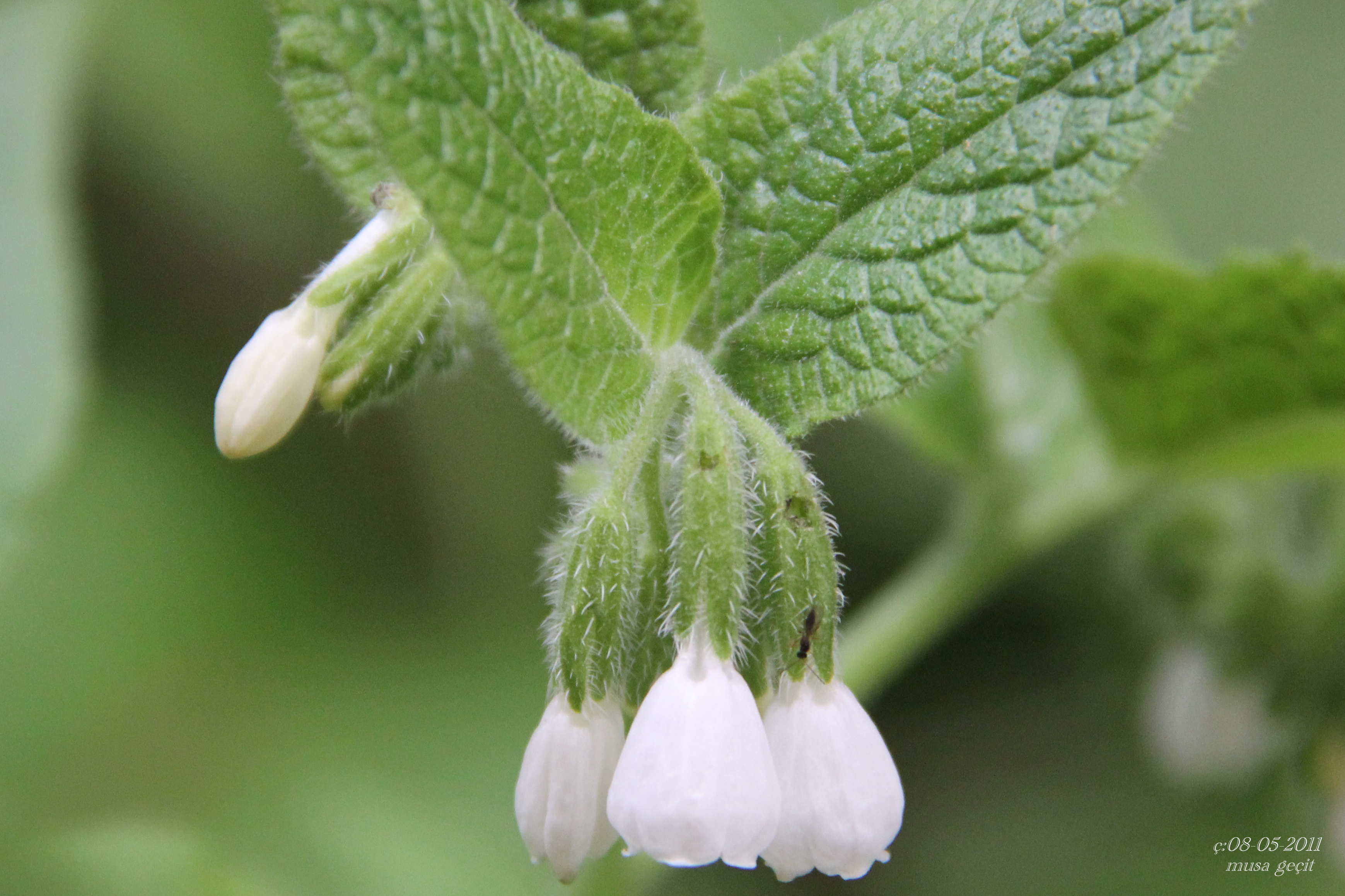